# لوچا بوزه
لوچا بوزه (به ایتالیایی: Lucia Bosè)؛ (زادهٔ ۲۸ ژانویهٔ ۱۹۳۱ – درگذشتهٔ ۲۳ مارس ۲۰۲۰) بازیگر اهل ایتالیا و یکی از ستارگان دهه‌های ۱۹۵۰ و ۱۹۶۰ سینمای اروپا بود.
وی در ۲۳ مارس ۲۰۲۰ در بیمارستان شهر سگوبیا اسپانیا در سن ۸۹ سالگی به دلیل ابتلا به بیماری کروناویروس ۲۰۱۹ درگذشت.

## آغاز زندگی
لوچیا بوزه در سال ۱۹۳۱ در میلان ایتالیا زاده شد. او در نوجوانی چند سال در یک نانوایی کار کرد. در آن نانوایی، لوکینو ویسکونتی به او پیشنهاد کرد وارد دنیای بازیگری شود. لوچیا بوزه در سال ۱۹۴۷ در جشنواره زیبایی دوشیزه ایتالیا به عنوان ملکه زیبایی ایتالیا برگزیده شد. این گزینش، راه او را برای ورود به سینمای ایتالیا باز کرد.

## زندگی حرفه‌ای
لوچیا بوزه در سال ۱۹۵۰ برای نخستین‌بار در فیلم «زیر درختان زیتون صلحی وجود ندارد» ساخته جوزپه د سانتیس بازی کرد. اما «داستان یک عشق‌بازی» ساخته میکل‌آنجلو آنتونیونی در ۱۹۵۰ بوزه را به اوج رساند.
شناخته‌شده‌ترین فیلم لوچیا بوزه، «مرگ یک دوچرخه‌سوار» ساخته خوان آنتونیو باردم در ۱۹۵۵ است. بهترین کارهای سال‌های نخست هنرپیشگی بوزه، فیلم‌هایی دربارهٔ عشق، نفرت، و مسئولیت‌های اخلاقی آنها در جامعه در حال رشد اقتصادی اروپا بودند.

## پابلو پیکاسو
لوچیا بوزه با پابلو پیکاسو در هنگام فیلم‌برداری «وصیت‌نامه اورفه» ساختهٔ ژان کوکتو آشنا شد. در ادامه این آشنایی، پیکاسو یکی از نقاشی‌های خود را به دایه بچه‌های بوزه هدیه داد. خانواده دایهٔ بچه‌ها از بوزه برای تصاحب این نقاشی شکایت کردند. اما آشکار شد که خود پرستار این نقاشی را نخواسته و به بوزه بخشیده‌است.

## زندگی شخصی
لوچیا بوزه در اسپانیا با لوییس میگل دومینگین، یکی از سرشناس‌ترین گاوبازهای تورئو آن کشور ازدواج کرد. این ازدواج از آغاز تا پایان (۱۹۵۵ – ۱۹۶۷) مورد توجه روزنامه‌ها و مجلات بود.

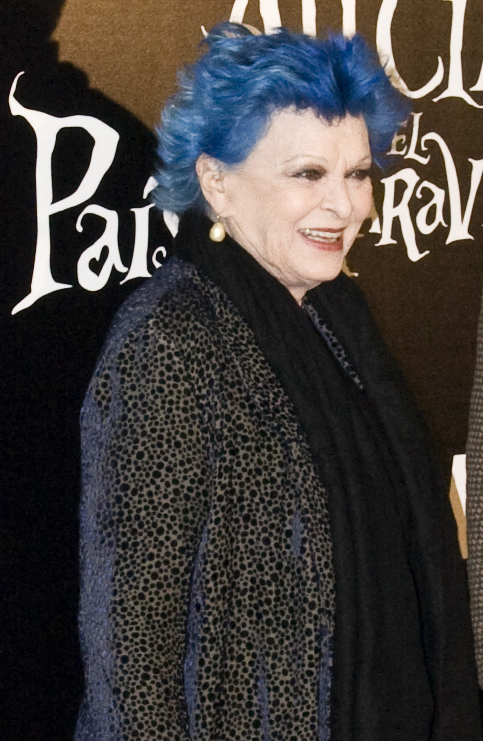
در سال ۲۰۱۰

## درگذشت
لوچیا بوزه به خاطر ابتلا به سینه‌پهلو در بیمارستان بستری بود. اما دنیاگیری کروناویروس در اسپانیا بود که او را در ۲۳ مارس ۲۰۲۰ در بیمارستان شهر سگوبیا در اسپانیا در سن ۸۹ سالگی از پادرآورد.

## گزیدهٔ نقش‌آفرینی‌ها
- پاریس همیشه پاریس است (۱۹۵۱)
- عشق است که مرا پیش می‌برد (۱۹۵۱)
- زن اغواگر (۱۹۵۱)
- رم ساعت ۱۱:۰۰ (۱۹۵۲)
- در پاسگاه پلیس رخ داد (۱۹۵۴)
- متروک (۱۹۵۵)
- مرگ یک دوچرخه‌سوار (۱۹۵۵)
- وصیت‌نامه اورفه (۱۹۶۰)
- ساتیریکون فلینی (۱۹۶۹)
- زیر نشان عقرب (۱۹۶۹)
- در زیر پلکان باستانی (۱۹۷۵)
- وقایع‌نگاری یک مرگ ازپیش‌اعلام‌شده (۱۹۸۷)
- خسیس (۱۹۹۰)
- ارادهٔ آنا (۱۹۹۲)
- کاپری (۲۰۱۰)